# Lygophis
Lygophis är ett släkte ormar i familjen snokar. Släktet tillhör underfamiljen Dipsadinae som ibland listas som familj.
Vuxna exemplar är med en längd av 75 till 150 cm medelstora ormar. De har ofta längsgående strimmor. Utbredningsområdet sträcker sig från södra Centralamerika till Sydamerika. Dessa ormar vistas i olika habitat. De äter antagligen groddjur och ödlor. Honor lägger ägg.
Arter enligt The Reptile Database:
- Lygophis anomalus
- Lygophis dilepis
- Lygophis elegantissimus
- Lygophis flavifrenatus
- Lygophis lineatus
- Lygophis meridionalis
- Lygophis paucidens
- Lygophis vanzolinii